# Ana Galvañ
Ana Galvañ (Múrcia, 1975) és una il·lustradora murciana, guanyadora d'un premi Gràffica el 2016, que ha treballat per publicacions com Wired, La Marea, The New Yorker, The Guardian, The New York Times, The Washington Post, El País o Diagonal i fet campanyes publicitàries per a Perrier, Mahou, Lonely Planet, Aussie, Unicef, Ayuda en Acción o l'Organització Mundial de la Salut.

## Trajectòria artística
Lectora de còmics en la joventut, Galvañ creixé amb els dibuixos animats i, especialment, amb l'anime japonés; durant el batxillerat artístic seguí llegint còmics, entre els quals destaca els de Charles Burns, Lilli Carré, Daniel Clowes i, sobretot, les publicacions Fanzine Enfermo i Nosotros somos los muertos; també cita com a influències a Michael Deforge, Aisha Franz i Olivier Schrauwen i, encara que de xiqueta volia ser directora de cine i sospesà estudiar medicina o matemàtiques, finalment es decidí per l'art, encara que no tenia clar en quina especialitat. Després d'estudiar Belles Arts a València i disseny a Southampton, Galvañ es traslladà a Madrid, on treballà en el sector publicitari, encara que la seua vocació era ser dibuixant de còmics des que llegí el manga Akira. L'any 2010 guanyà el premi especial del jurat del III Certamen Creacómic.
Autora tardana, Galvañ començà a dedicar-se al còmic amb trenta-un anys: el 2012 publicà l'antologia Podría ser peor, d'historietes realitzades des de l'any 2008.
L'any 2016 publicà en la col·lecció bimensual Fosfatina 2000 el còmic Luz verdadera, una història de setze pàgines sobre dos dones, «la Nocilla i la Panchito», que «viuen en una espècie de comuna en un bosc». L'any següent edità l'antologia Teen Wolf, coedidata per Fosfatina i la desapareguda plataforma de promoció d'autors TIK TOK, la qual s'encarregava de coordinar.

### Pulse enter para continuar
L'any 2018 publicà l'obra Pulse enter para continuar, una antologia de cinc historietes de ciència-ficció que pren el títol d'un relat de John Varley, Press enter, al qual homenatja amb una altra història composta per dos pàgines abans de cada capítol. En este llibre, Galvañ reflexiona sobre la influència de les noves tecnologies en la societat amb unes narracions que combinen la ciència-ficció i la representació de la quotidianitat.
Concebut originàriament com una única narració de cent planes, l'estructura definitiva en relats curts (un format al qual estava més acostumada) fou una decisió conjunta amb l'editor, Toni Mascaró: en la part gràfica, totalment digital, destaca l'ús de polígons de colors cridaners i la composició de les planxes; després d'incloure una de les històries en una antologia, l'editorial estatunidenca Fantagraphics n'anuncià la publicació en anglés per al mercat nord-americà, previst per a l'agost de l'any següent.

Cartell del Saló del Còmic del 2019

### Cartells
El mateix 2018 redissenyà els cartells de les pel·lícules El día de la bestia i El piano per al 25è aniversari de la implantació d'FNAC a Espanya, en una proposta conjunta amb altres artistes com Ana Penyas, Carla Fuentes, Conxita Herrero, Malota i Laura Liedo, en la qual reimaginaven com serien els productes d'oci l'any 2043.
L'any 2019 rebé l'encàrrec de dibuixar el cartell del 37 Comic Barcelona —la segona dona en fer-lo, després d'Ana Miralles (2010)— i una portada especial d'El Periódico per al Dia Internacional de les Dones, en la qual apareixia una dona acolorida a punt de menjar-se una poma amb el mapa del món. La directora del Saló Internacional del Còmic de Barcelona, Meritxell Puig, li oferí el treball per a atraure noves generacions de públic; Galvañ volgué representar una escena de treball en l'àmbit dels fanzines per a normalitzar l'aportació dels autors amateurs al mitjà.
| A.   | Títol                      | Ed.            |
| ---- | -------------------------- | -------------- |
| 2012 | Podría ser peor            | Extrarradio    |
| 2014 | Trabajo de clase           | Apa Apa        |
| 2015 | Más allá del arco iris     | Carne de Potro |
| 2016 | Luz verdadera              | Fosfatina 2000 |
| 2018 | Pulse enter para continuar | Apa Apa        |
| 2020 | Tarde en Mcburger's        | Apa Apa        |